# Kautenbach
Kautenbach (en luxemburguès: Kautebaach) és un poble de la comuna de Kiischpelt, al nord de Luxemburg. El 2005 el poble tenia 120 habitants.
Kautenbach era una comuna del cantó de Wiltz fins a l'1 de gener de 2006, moment en què es va fusionar amb la comuna de Wilwerwiltz per formar la nova comuna de Kiischpelt. La llei que va crear Kiischpelt va ser aprovada el 14 de juliol de 2005. Fins al 14 d'abril de 1914, la comuna era coneguda com a 'Alscheid', en honor del seu antic centre administratiu. Aquell any el centre administratiu es va traslladar a Kautenbach.
L'antic Castell de Schuttbourg es troba prop del poble de Kautenbach.